# 2nd
2nd (2005) je druhé album skupiny 4TET. Je na něm nahráno jejích dvanáct skladeb v celkové délce 42.20 minut.

## Seznam skladeb
1. „Lady Carneval“
2. „Jeanne D'Arc“
3. „Love and Marriage“
4. „Love of My Life“
5. „Hlava mazaná“
6. „Introduction“
7. „Stranger On the Shore“
8. „Robinson“
9. „Tuning“
10. „Holubí dům“
11. „Hlava mazaná – Garage Mazec“
12. „Robinson – HoodMix“